# Paso fino

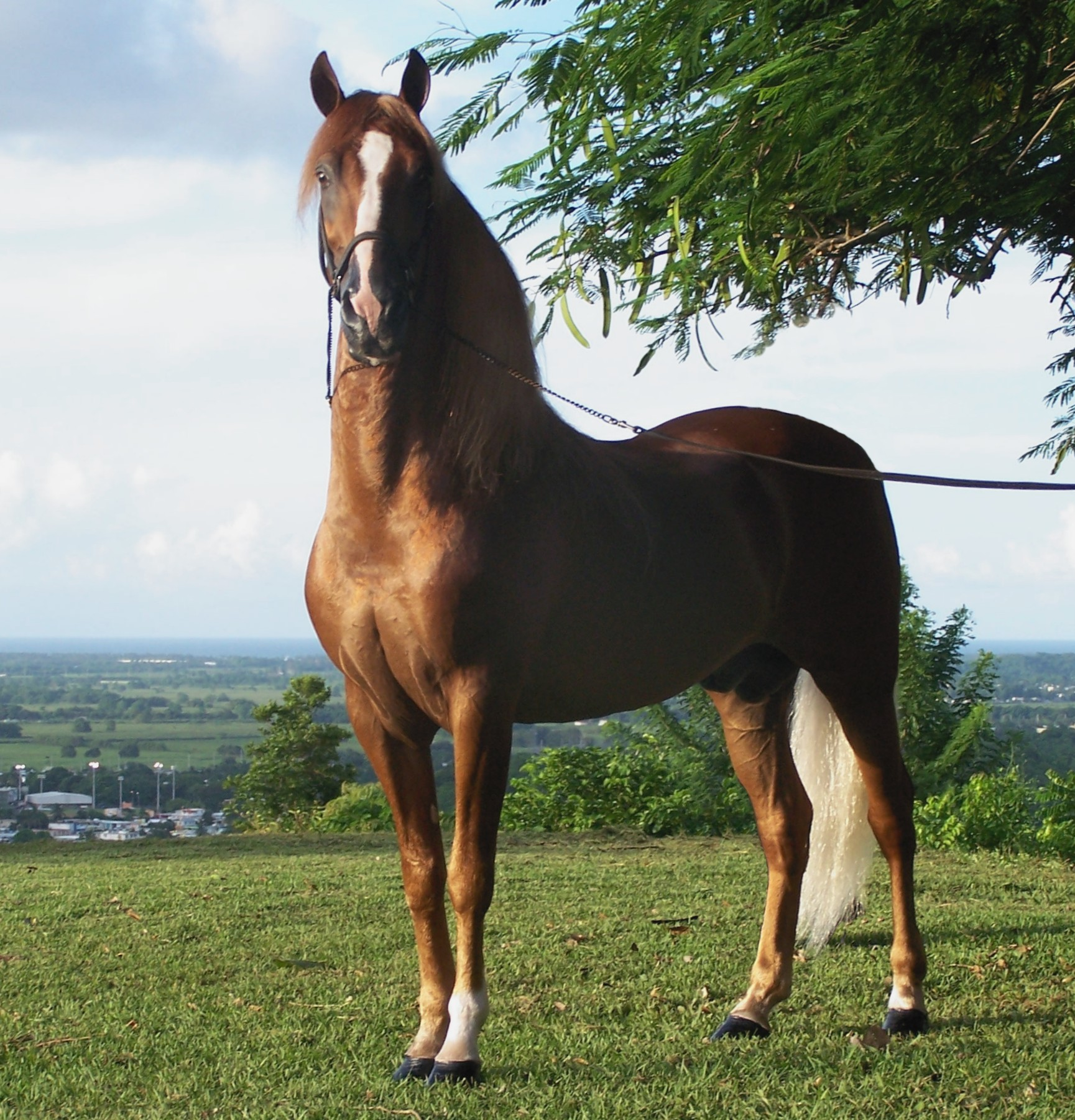
Paso fino uit Puerto Rico

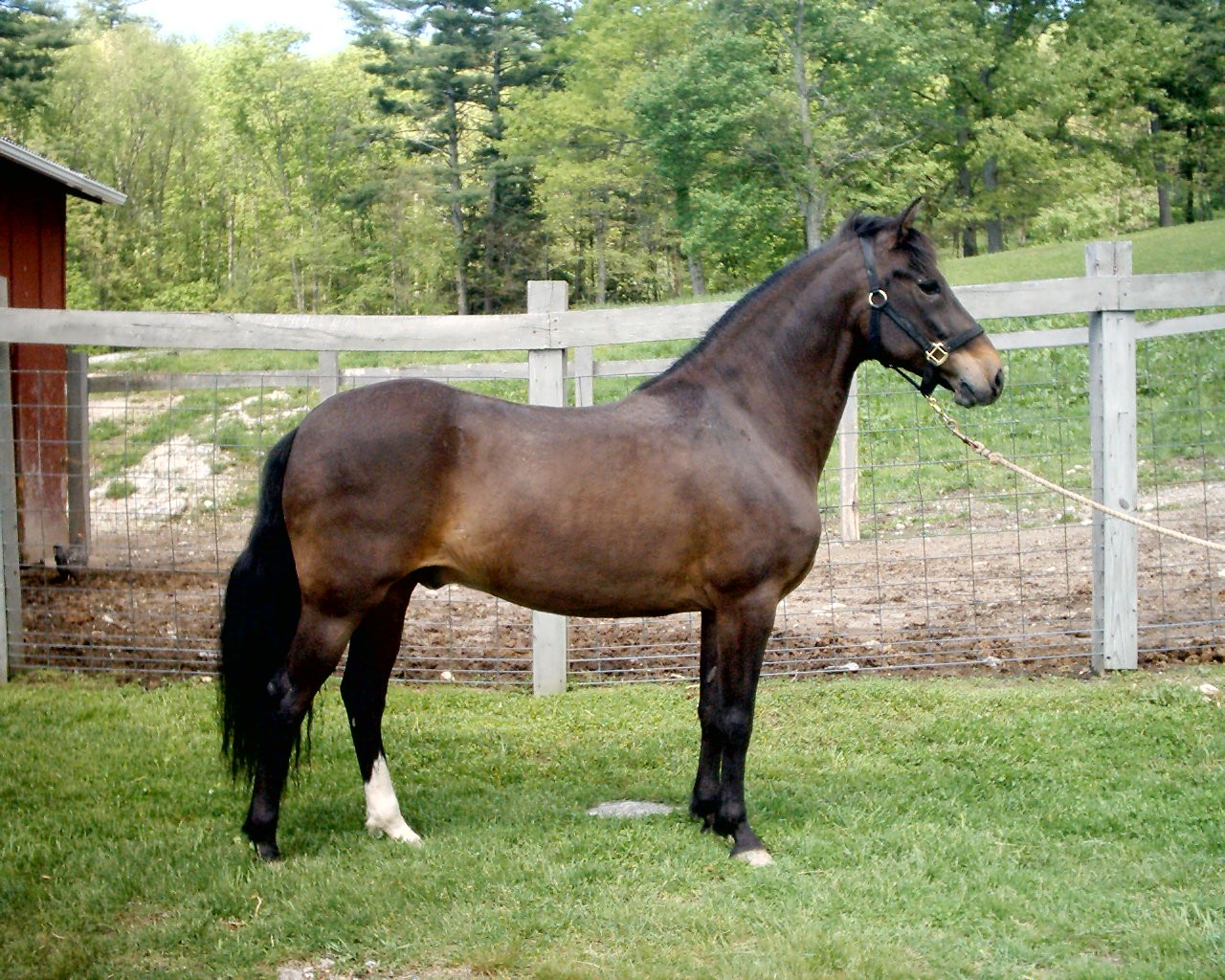
Paso fino

De paso fino is een ras van lichte gangenpaarden uit Zuid-Amerika. De kleine paarden werden oorspronkelijk vooral gefokt in Colombia en Puerto Rico en blinken uit door een bijzondere telgang die, net als het ras, eveneens paso fino (mooie stap) genoemd wordt. De paso fino is een showpaard bij uitstek.

## Geschiedenis
Het ras is ontstaan uit jennets, Iberische en berberpaarden welke in de 15e en 16e eeuw door conquistadores werden meegebracht naar Zuid-Amerika, met name Puerto Rico en Hispaniola.
Ondanks de gedeeltelijk overeenkomstige naam en gelijksoortige voorouders, lijkt de paso fino niet per se op de paso peruano. Beide rassen zijn afzonderlijk van elkaar gefokt en werden voor verschillende doelen gebruikt.

## Exterieur
Paso fino's zijn kleine paardjes; de stokmaat ligt tussen de 140 en 155 centimeter. Ze hebben een opvallend verfijnd hoofd met een recht neusprofiel, en slank beenwerk. Alle kleuren zijn toegestaan.
De paso fino wordt gefokt in twee verschillende typen: het classic- of performance-type en het pleasure-type. Het verschil tussen deze twee is het grootst op het gebied van de gang. De voor performance gefokte paso fino's zijn showpaarden en hebben het vermogen om in een zeer hoog tempo heel kleine dribbelpasjes te maken met spectaculaire knieactie. Zij worden daarom ook wel de 'tapdansers' onder de paarden genoemd. De pleasurepaarden hebben vaak een wat minder heftig karakter en ruimere gangen.

## Karakter
Paarden van dit ras hebben een levendig karakter en willen graag bewegen. De combinatie van temperament en gewilligheid bij dit paard wordt brio genoemd.

## Gangen
De paso fino beschikt naast stap en galop over een extra viertakt gang, de tölt, welke in verschillende tempi en met een verschillende mate van verzameling kan worden gereden. De ruiter kan tijdens deze gangen rustig doorzitten en wordt vrijwel niet op en neer geschud. Paso fino's draven doorgaans niet. De varianten van de paso zijn:
- paso fino of classic fino, de show- en wedstrijdgang met grote verzameling en zo veel mogelijk passen over zo min mogelijk terrein
- de paso corto voor langere ritten, in snelheid vergelijkbaar met een langzame draf
- en paso largo, een telgang in snelheid vergelijkbaar met een gestrekte draf of langzame galop

## Verspreiding
De paso fino komt ook voor in de Dominicaanse Republiek, Cuba en Venezuela. Het ras heeft sinds de jaren vijftig en zestig van de twintigste eeuw zijn weg gevonden naar Noord-Amerika en geniet sinds kort een stijgende populariteit in Europa en andere werelddelen. Het stamboek in de Verenigde Staten, "American Paso Finos", werd opgericht in 1972.

## Gebruik
De paso fino is zeer geschikt voor comfortabele ritten over lange afstanden en wordt daarnaast het meest gebruikt voor gangenwedstrijden en paardenshows.

## Afbeeldingen

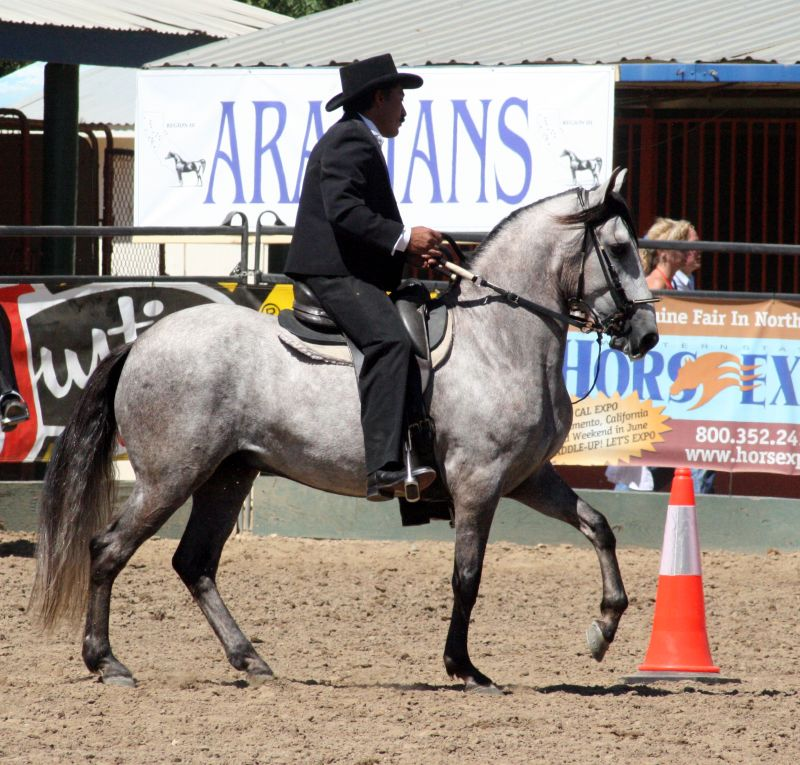
Paso fino
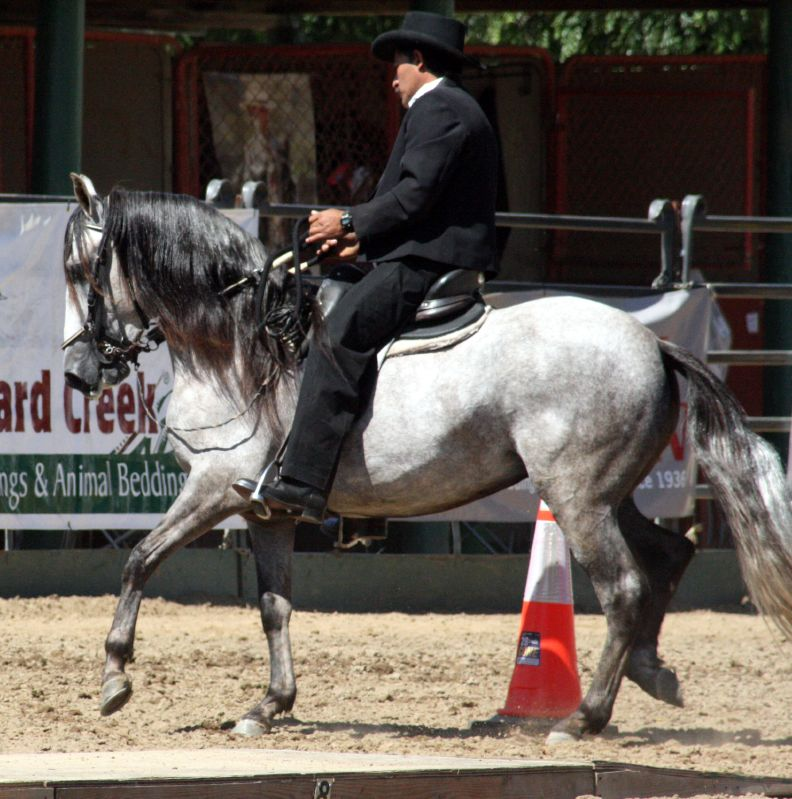
Gangsoort: classic fino